# Hipòcrates de Quios
|  | Per a altres significats, vegeu «Hipòcrates (desambiguació)». |

Hipòcrates de Quios (Hippocrates, Ἱπποκράτης) fou un filòsof pitagòric que va viure vers el 460 aC. És esmentat principalment com a matemàtic i es diu que fou el primer a portar la geometria a un sistema regular. Hauria investigat sobre el quadrat i el cercle. Aristòtil diu que en altres activitats fora de la matemàtica, era mediocre. En discussions filosòfiques, acostumava a fer servir la reducció a l'absurd.

## Vida
Hipòcrates va néixer a Quios i en un principi va ser comerciant. És possible que, amb la seva feina de mercader, hauria viatjat a l'illa propera de Samos, on hauria entrat en contacte amb el pensament pitagòric, perquè en aquella època Samos era un centre de difusió d'aquella filosofia. Després de viure algunes desgràcies (va ser assaltat per pirates i uns oficials de duana li van robar), va decidir instal·lar-se a Atenes. Allà va destacar com a matemàtic. Es creu que, mentre vivia a Quios, hauria estat alumne del matemàtic i astrònom Oenopides.

## Matemàtica
El treball que li va donar més renom va consistir a ser el primer a escriure un recull sistematitzat dels coneixements sobre la geometria del seu temps, el qual va titular Stoicheia (Elements). Va ser una obra molt important, a partir de la qual els matemàtics de l'antiguitat van poder construir les seves pròpies teories, coneixent els mètodes i teoremes bàsics.

Lluna d'Hipòcrates. L'àrea de la figura ombrejada és igual a l'àrea del triangle ABC.

Només queda un únic fragment dels Elements, que Simplici de Cilícia va conservar. En aquest fragment, està el càlcul de l'àrea anomenada Lluna d'Hipòcrates (a la imatge). Formava part d'un estudi per a aconseguir el càlcul de la quadratura del cercle, és a dir, calcular l'àrea d'un cercle i construir un quadrat que ocupi una àrea equivalent, només amb regle i compàs. Sembla que l'estratègia consistia a dividir el cercle en un nombre determinat de parts en forma de lluna creixent. Si era possible calcular l'àrea de cadascuna d'aquestes parts, llavors l'àrea del cercle consistiria en la suma de totes aquestes. No va ser fins al 1882 que Ferdinand von Lindemann demostraria que aquest procediment no tenia cap possibilitat d'èxit, ja que la constant pi (π) és un nombre transcendent. Aquest nombre és, a la vegada, el radi de la circumferència i l'apotema del quadrat.
Durant el segle següent a Hipòcrates, almenys quatre matemàtics van escriure el seu propi llibre a imitació del seu Elements, amb algunes millores en terminologia i estructura lògica. D'aquesta manera, es pot dir que l'obra d'Hipòcrates va servir de fonament perquè, el 325 aC, Euclides escrigués el seu tractat de geometria, també anomenat Elements, que seria el llibre de consulta fonamental durant molts segles. Es creu que va ser idea d'Hipòcrates fer servir lletres per a expressar els punts que concreten una figura geomètrica, per exemple "triangle ABC", significant el triangle format pels vèrtex definits pels punts A, B, i C.
Dins el camp de les matemàtiques, Hipòcrates va fer dues contribucions rellevants. Va trobar una manera d'abordar el problema de la duplicació del cub, que és la forma de resoldre l'arrel cúbica. També va ser l'autor del mètode de reducció, que consisteix a transformar problemes matemàtics específics en problemes de rang més general i, per tant, més senzills de resoldre.

## Astronomia
Hipòcrates va intentar donar una explicació al fenomen dels cometes i la Via Làctia. Les seves idees no ens han arribat amb gaire claredat, però es creu que per a ell no eren més que il·lusions òptiques resultat de la refracció de la llum del sol en xocar amb la humitat exhalada per un possible planeta proper al sol o de les estrelles, segons cada cas. El fet que Hipòcrates pensés que els raigs de llum incidien en els nostres ulls en lloc de sobre l'objecte que es veu, el defineix com un pensador amb idees molt peculiars i se'l classifica dins els filòsofs especulatius.